# Dobrič, Polzela
Dobrič este o localitate din comuna Polzela, Slovenia, cu o populație de 160 de locuitori.